# Columbia Heights
La ville américaine de Columbia Heights est située dans le comté d'Anoka, dans l’État du Minnesota. Elle était peuplée de 19 496 habitants lors du recensement de 2010.